# Nicanor Duarte
Óscar Nicanor Duarte Frutos GColIH (Coronel Oviedo, 11 de outubro de 1956) é um político paraguaio, presidente da República de 2003 a 2008, o primeiro que não professa a religião católica.

## Primeiros anos
Filho de um policial filiado a Asociación Nacional Republicana (Partido Colorado), o mais importante e influente do pais; sua mãe era costureira. Posteriormente se voltou para a política. É filiado ao mesmo partido de seu pai desde os 14 anos. É casado atualmente com Gloria María Penayo, sendo ambos protestantes; tem seis filhos.
Duarte Frutos é advogado, filósofo, jornalista e docente de sociologia. Curso seus estudos na Universidade Nacional de Asunción e a Universidade Católica de Asunción. Foi Ministro de Educação durante os governos de Juan Carlos Wasmosy (1993-1998) e Luis Ángel González Macchi (1999-2003).

## Presidência
Nicanor Duarte Frutos é Presidente da República do Paraguai, depois de vencer as eleições gerais em abril de 2003 com 37,1% dos votos como candidato do Partido Colorado, grupo político que governa interrompidamente este país desde 1947.
Duarte Frutos prometeu acabar com a pobreza e a corrupção, reconhecidas por ele mesmo como alarmantes. Depois do incêndio de um centro comercial na capital paraguaia e o sequestro e assassinato da filha do ex presidente Raúl Cubas, Duarte admitiu que estes incidentes e outros mais são consequências diretas da galopante corrupção que assola o país.
Apesar de ser integrante de um partido conservador, Duarte tem realizado una política mais esquerdista, contrastando com seus correligionários de governos predecessores. Entre estas medidas destacam seu rechaço ao neoliberalismo em sua política econômica, sua oposição ao ALCA, a busca de cooperação de governos latino americanos como o do presidente venezuelano Hugo Chávez (venda de petróleo a preços preferenciais), além das boas relações com os governos do Brasil de Luiz Inácio Lula da Silva e da Argentina de Cristina Kirchner, assim como o reforço do Mercosul. Sem embargo, Duarte Frutos foi duramente criticado por vários governos latino americanos por ter permitido o ingresso de tropas americanas no território paraguaio para efetuar exercícios conjuntos com o Exército deste país e permitir construir una base militar na zona da Tríplice Fronteira, supostamente para combater o narcotráfico e o terrorismo islamista, para alguns setores consideram que o verdadeiro motivo da presença militar americana é para apoderar-se do aquífero guarani.
A 21 de Setembro de 2005 foi agraciado com o Grande-Colar da Ordem do Infante D. Henrique de Portugal.
Em 8 de março de 2006, a Corte Suprema de Justiça, dito uma resolução que permitia a Duarte Frutos a exercer a presidência do Partido Colorado e a presidência do país de forma simultânea. Esta resolução ditada pela Corte, era uma clara e aberta violação da Constituição Nacional, já que a mesma proíbe o presidente e o vice-presidente exercer dois cargos ao mesmo tempo.
Esta resolução gerou um grande descontentamento da população (excluindo alguns afiliados de seu partido) tal que em 28 de março, aproximadamente 40 mil pessoas marcharam frente a residência oficial do presidente para manifestar o repúdio ao presidente e exigir dos cinco ministros da Corte a revogação da dita resolução, e as renuncias de seus respectivos cargos. Esta marcha, que estava constituída pelos partidos de oposição, não afiliados e também alguns afiliados do partido do presidente, era encabeçada pelo Monsenhor de San Pedro, Fernando Lugo.
Também é criticado por preocupar-se de seus próprios interesses antes que dos grandes problemas que assolam o país, por exemplo, chamar uma constituinte apenas para incluir a reeleição presidencial e assim governar por outro período. Sem embargo, sua intenção tem se tornado cada vez mais impossível, já que alguns congressistas de seu partido tem retirado se apoio, e, alguns constitucionalistas consideram pouco provável que se chame uma Constituinte só para tratar deste ponto.
Apesar de ter iniciado seu mandato com um alto índice de popularidade, Duarte Frutos tem visto cair a porcentagem de paraguaios que aprovam sua gestão. Esta tendência acompanha o desgaste político do próprio Partido Colorado, que apesar de ser o partido mais poderoso do Paraguai, tem perdido a hegemonia das distintas eleições desde de a restauração da democracia.